# Elisha K. Root
Elisha King Root (05 de maio de 1808, Ludlow, Massachusetts  — 01 de setembro de 1865 (57 anos), Hartford, Connecticut), foi um torneiro mecânico, inventor e presidente da Colt's Manufacturing Company em Connecticut.

## Juventude e início de carreira
Elisha Root nasceu em uma fazenda em Massachusetts e trabalhou como aprendiz de manutenção mecânica em uma fábrica de algodão antes de mudar, aos 15 anos, para trabalhar em uma oficina mecânica em Ware, Massachusetts. Aos 24 anos, ele foi contratado pelo industrial de Connecticut, Samuel W. Collins, para trabalhar em sua fábrica de machados em Collinsville, uma vila de Canton, Connecticut.

## Vida posterior
De acordo com a historiadora Diana Muir escrevendo em "Reflections in Bullough's Pond", Elisha Root "reconceituou" a construção de machados. Até sua invenção, os machados eram feitos "achatando o ferro forjado, dobrando-o em torno de um pino de aço e forjando os dois lados juntos sob um martinete". Root arranjou "uma série de matrizes e rolos que podiam 'forjar' ou aplicar pressão a um molde, formando um pedaço de ferro forjado em forma de machado, com um olho já perfurado para receber o cabo". De acordo com Muir, Root automatizou a têmpera de machados inventando uma máquina que movia cabeças de machado em um forno com temperatura regulada em uma roda giratória. E uma máquina que "raspava" os machados para dar-lhes uma ponta afiada, de forma que eles precisavam apenas de uma pequena quantidade de acabamento em uma pedra de amolar.
Em 1849, Samuel Colt contratou Root para trabalhar em sua fábrica de armas de fogo em Hartford como superintendente. Root desempenhou essa função com grande sucesso, formando muitos funcionários que ficariam famosos famosos.
Foi enquanto trabalhava para a Colt que Root aperfeiçoou a fresadora "Lincoln Miller", 150.000 das quais foram vendidas no final do século XIX, tornando-a a máquina operatriz americana mais importante da época. Ele modernizou a produção de armas de fogo na Colt projetando martelos mecânicos de última geração, alesadoras, medidores, gabaritos, etc. Root também aprimorou a fresadora inventada por Simeon North e aprimorada pela Robbins and Lawrence Company de Vermont e por Francis A. Pratt da empresa "George S. Lincoln" de Hartford. A ferramenta aprimorada era conhecida como "Lincoln Miller".
O Colt Model 1855 Sidehammer Pocket Revolver, ou "Colt Root Revolver", foi batizado em homenagem ao engenheiro e foi usado durante a Guerra Civil Americana.
Após a morte de Colt em 1862, Root assumiu como presidente da Colt's Patent Firearms até sua morte em 1º de setembro de 1865.

### Bibligrafia
- Muir, Diana (2002). Reflections in Bullough's Pond: Economy and Ecosystem in New England 1.ª ed. New Hampshire: University Press of New England (publicado em 1 de outubro de 2002). 324 páginas. ISBN 978-0-87451-910-5
- Roe, Joseph Wickham (1916). English and American Tool Builders (em inglês) 1.ª ed. [S.l.]: Yale University Press. 315 páginas. Consultado em 19 de fevereiro de 2021